# Karabachgebirge
Das Karabachgebirge (aserbaidschanisch Qarabağ silsiləsi; armenisch Արցախի լեռնաշղթա Arzachi Lernaschghta; russisch Karabakhskiy khrebet) ist ein Gebirgszug im äußersten Südosten des Kleinen Kaukasus.
Das Karabachgebirge erstreckt sich in NNW-SSO-Richtung. Im Norden wird es vom Flusstal des Tərtər vom weiter nördlich verlaufenden Murovdağ getrennt. Im Westen bildet das Flusstal des Hakari die Trennlinie zum Karabach-Hochland. Entlang der Südflanke strömt der Aras. Nach Osten fällt das Gebirge zur Transkaukasischen Senke (Kura-Aras-Niederung) ab. Xaçınçay (Chatschen) und Qarqarçay (Karkar) entwässern das Gebirge zur Kura nach Osten, während die Südwestflanke des Gebirgszugs im Einzugsgebiet des Hakari liegt. Höchste Erhebung des Karabachgebirges ist der Qırxqız dağı mit 2830 m (armenisch Կուսանաց լեռ Kusanaz Ler, ⊙), zweithöchster Berg der Böyük Kirs (armenisch Մեծ Քիրս Mez Kirs, 2725 m) (⊙).
Das Gebirge besteht hauptsächlich aus Sediment- und magmatischem Gestein.
Die Berghänge sind von Eichenwäldern bedeckt.